# سيلاس ريس بورنس
سيلاس ريس بورنس (بالإنجليزية: Silas Reese Burns) هو مهندس معماري أمريكي، ولد في 8 أبريل 1855 في مورغانتاون في الولايات المتحدة، وتوفي في 10 أغسطس 1940.